# Mandeizmus

Mandeusok egy vallási szertartáson

Mandeusok (mandeusen: מנדעיותא [tudományos átírásban Mandaʻiūtā], arabul: مندائية [tudományos átírásban Mandāʼīyah]) egy közel-keleti gnosztikus, monoteista és etnikai vallás, görög, iráni és zsidó hatásokkal.
A mandeusok a Tigris és az Eufrátesz alsó folyásánál élő mandeusok korábban nagy számban éltek Baszrában, Susterben, és Bagdadban is, de a muszlimok üldözése miatt megfogyatkozott a számuk. Ugyan a Korán – a zsidókhoz és keresztényekhez hasonlóan – védelemre méltónak tartja a napjainkban már mindössze néhány tízezer főből álló vallási közösséget, síita vallási vezetők ezt a tantételt az utóbbi időkben kétségbe vonták, és ezzel kiszolgáltatták őket a 2010-es évek megtorlásainak, ahogy a szunnita Iszlám Állam is kegyetlenkedéseket művelt velük.
A keresztény misszionáriusok János keresztényeknek, nazoreusok (nem egyenlők a mai nazarénusokkal), illetve szabioknak nevezték, és összetévesztették a szabeus néppel. A mandeusok az újkorban már az arab nyelvet használták, de régi vallásos irataik egy sajátságos, a szír nyelvhez legközelebb álló dialektusban vannak megírva.

## Jellemzőik
Vallásuk a gnosztikus dualizmuson alapszik, de világos fogalmat nehéz alkotni hitrendszerükről a sok ellentmondás és zűrzavar miatt. Lényege röviden: az emberek kezdetben jók és igazak voltak, de négy próféta tévútra vezette őket. Haláluk után az emberek éter-világba kerülnek, ahol a „nagy szellem” látása lesz majd osztályrészük; bűneiktől gyakori keresztség felvétele által tisztulnak meg. Erkölcsi tanításaik a bibliai tízparancsolatban gyökreznek.
Hívei tisztelik Ádámot, Ábelt, Sétet, Énoszt, Noét, Sémet, Arámot és különösen Keresztelő Jánost. Ádámot, Sétet, Noét, Sémet és Keresztelő Jánost tekintik prófétának. Nézetük szerint Ádám a vallás alapítója, János pedig a legnagyobb és utolsó próféta.:45
A 19. századi Fényes Elek a következőt írta róluk A Török Birodalom leirása című művében:
Szent János vagy szubis keresztények csupán Bagdad és Tarablus basaságokban laknak, igen csekély számmal. Van egy püspökük, ki Kurnában lakik. Saját, chaldeus nyelven irt evangeliumot használnak, mely keresztelő Szent Jánosnak saját maga által irt életrajzát foglalja magában, kit ők mint Krisztus megelőzőjét nagy tiszteletben tartanak. Minden más keresztény felekezettől abban különböznek leginkább, hogy a keresztség szentségével ismételve élnek. Mert nem csak a gyermekek, hanem még az élemedettebbek is gyakrabban megkereszteltetnek; sőt temetés előtt még a halott is megkereszteltetik. Templomaik vagy kápolnáik nincsenek, hanem istentiszteletüket szabad ég alatt náddal bekerített körben nagy titokban tartják. Élelmi szerek körül szerfeletti tisztasággal járnak el. A vizet meg nem isszák, ha csak saját edényeikbe magok nem merítik. S minden élelmi szer, melyet a szubis a bazárban vásárol, előbb ily vízben mosatik meg. A böjtölést (nagyböjt??) véteknek hiszik. Különben igen összetartanak, s más vallású családokba nem házasodnak. Szószegés náluk legnagyobb bűnnek bélyegeztetik. (Fényes Elek: A Török Birodalom leirása (1854), 289–290. o.)

## Szent könyveik
A következő szent könyveik ismertek:
- Sidra robba (nagy könyv), amelyet alaptalanul Liber Adaminak is neveznek;
- Sidra di Malke (királyi könyv),
- Sidra di Jahja (János könyve)
- néhány szertartásos könyv.

## Külső hivatkozások
- http://epa.oszk.hu/02100/02190/00259/pdf/KM_1876_05_289-300.pdf
- http://mult-kor.hu/cikk.php?id=18985&print=1
- https://web.archive.org/web/20141018235917/http://www.ujvilag.eoldal.hu/cikkek/vallasok-es-nezetek/mandeusok.html
- http://jovonkamultunkbankeresendo.blogspot.hu/2013/04/mandeusok-egy-vallasfelekezet-amely.html